# Jacques Doniol-Valcroze
Jacques Doniol-Valcroze est un réalisateur, acteur et scénariste français, né le 15 mars 1920 à Paris et mort le 6 octobre 1989 à Cannes.

## Biographie
D'abord journaliste et critique de cinéma à La Revue du cinéma, entre 1947 et 1949, il fonde, en 1951, les Cahiers du cinéma avec André Bazin, Joseph-Marie Lo Duca et l'appui financier de Léonide Keigel. À la fin des années 1950, il devient réalisateur et tourne des films à tonalité caustique, à l'exception de La Maison des bories, plus romantique.
Il a également beaucoup tourné en tant qu'acteur à la télévision, après avoir fait ses premières armes au cinéma dans le rôle principal, ainsi que celui du narrateur, pour Le Bel Âge de Pierre Kast.
En 1960, il signe le Manifeste des 121, déclaration sur le « droit à l'insoumission » dans le contexte de la guerre d'Algérie.
Il a été marié à l'actrice Françoise Brion dont il a eu deux enfants : Simon devenu acteur, et Diane devenue réalisatrice et scénariste.
En 1982, il réalisera le clip de la chanson de Dalida Confidences sur la fréquence.
Il meurt d'une rupture d'anévrisme, en 1989, alors qu’il assistait comme président du jury du Festival international de programmes audiovisuels documentaires de Biarritz (FIPADOC), à la projection d'Une saison de feuilles de Serge Leroy dans lequel il interprétait un réalisateur. Il est incinéré.

## Filmographie

### Réalisateur

#### Cinéma
- 1957 : L'Œil du maître (court métrage)
- 1958 : Les Surmenés (court métrage)
- 1958 : Bonjour, Monsieur La Bruyère (court métrage)
- 1959 : L'Eau à la bouche[2]
- 1960 : Le Cœur battant[3]
- 1961 : La Dénonciation
- 1962 : P.X.O. (court métrage) coréalisé avec Pierre Kast
- 1965 : Jean-Luc Godard (court métrage)
- 1967 : Le Viol
- 1970 : La Maison des bories
- 1971 : L'Homme au cerveau greffé
- 1977 : Une femme fatale

#### Télévision
- 1964 : L'Enlèvement d'Antoine Bigut (téléfilm)
- 1967 : La Bien-aimée (téléfilm)
- 1979 : Le Tourbillon des jours (feuilleton télévisé)[4]
- 1981 : Les Fiancées de l'Empire (feuilleton télévisé)[5]
- 1982 : Lorelei (téléfilm)
- 1982 : Venise en hiver (téléfilm)
- 1984 : Un seul être vous manque (feuilleton télévisé)
- 1988 : Nick, chasseur de tête (téléfilm)
- 1989 : La Vie en couleurs (téléfilm)

### Acteur
- 1950 : Orphée de Jean Cocteau : jeune homme dans le café
- 1954 : Monsieur Robida, prophète et explorateur du temps de Pierre Kast (court-métrage, 28 min)[6]
- 1956 : Le Coup du berger de Jacques Rivette : Jean, le mari[7]
- 1960 : Le Bel Âge de Pierre Kast : Jacques
- 1962 : L'Immortelle d'Alain Robbe-Grillet
- 1962 : Et Satan conduit le bal de Grisha M. Dabat : Éric
- 1963 : Vacances portugaises de Pierre Kast
- 1963 : Los Felices 60 de Jaime Camino
- 1966 : La Naissance de l'Empire romain, essai documentaire de Pierre Kast : Ovide[8]
- 1968 : Je t'aime, je t'aime d'Alain Resnais : Le responsable d'édition[9]
- 1968 : L'amour c'est gai, l'amour c'est triste de Jean-Daniel Pollet
- 1970 : Out 1 : Noli me tangere de Jacques Rivette
- 1970 : Le Voyou de Claude Lelouch : "la banque"[10]
- 1972 : Une journée bien remplie de Jean-Louis Trintignant
- 1974 : Le Jeu avec le feu d’Alain Robbe-Grillet
- 1975 : Jeanne Dielman, 23, quai du commerce, 1080 Bruxelles de Chantal Akerman
- 1977 : Good-bye, Emmanuelle de François Leterrier
- 1977 : L'Apprenti salaud de Michel Deville : L'adjoint au maire[11]
- 1980 : Je vais craquer de François Leterrier : Maxence, le critique littéraire[12]
- 1984 : Le Bon Plaisir de Francis Girod : l'avocat[13]
- 1989 : Une saison de feuilles de Serge Leroy : Eric Restoff[13]

### Scénariste
- 1960 : Le Bel Âge de Pierre Kast
- 1961 : La Dénonciation (scénario et mise en scène)[14]
- 1963 : Vacances portugaises de Pierre Kast
- 1967 : Le Viol (scénario et mise en scène)[15]

## Publications
- Les portes du baptistère (roman), 1955, Editions Denoël[16]
- Les fiancées de l'Empire, vol. 1 : Les hauteurs de Wagram (roman), 1980, Editions JC Lattès[17]
- Les fiancées de l'Empire, vol. 2 : La route d'Espagne (roman), 1981, Editions JC Lattès[18]

## Hommages
« Diplomate et courtois, élégant et plein d’humour, généreux et gros travailleur, écrivain au style stendhalien, cinéaste et homme de télévision, acteur dans de nombreux films, signataire du Manifeste des 121 pendant la Guerre d'Algérie, mendésiste sur le plan des idées politiques, défenseur de Langlois, fondateur en 1968 de la Société des réalisateurs de films et l'année suivante de la Quinzaine des réalisateurs à Cannes, Jacques Doniol-Valcroze était un véritable honnête homme'. » Serge Toubiana
« Il avait un vrai talent de diplomate, et aurait pu faire une belle carrière, dans la Carrière avec un grand C, comme Gary ou François-Régis Bastide. Il avait toutes les qualités requises : une extrême politesse, une extrême distinction, un art de concilier. Si j’emploie le mot diplomate, c’est sans connotation péjorative  : il n’y avait rien de rusé ni d’hypocrite chez lui. Cette tolérance faisait qu’il savait parler aux gens, elle lui permettait d’aimer des choses très différentes de lui. » Éric Rohmer, Cahiers du cinéma no 425, novembre 1989